# Hierarquia da gestão pública no Brasil
A hierarquia da gestão pública no Brasil é a classificação das cidades brasileiras segundo a presença dos diferentes níveis das estruturas administrativas dos órgãos estatais.

## Centros de gestão pública - 2013

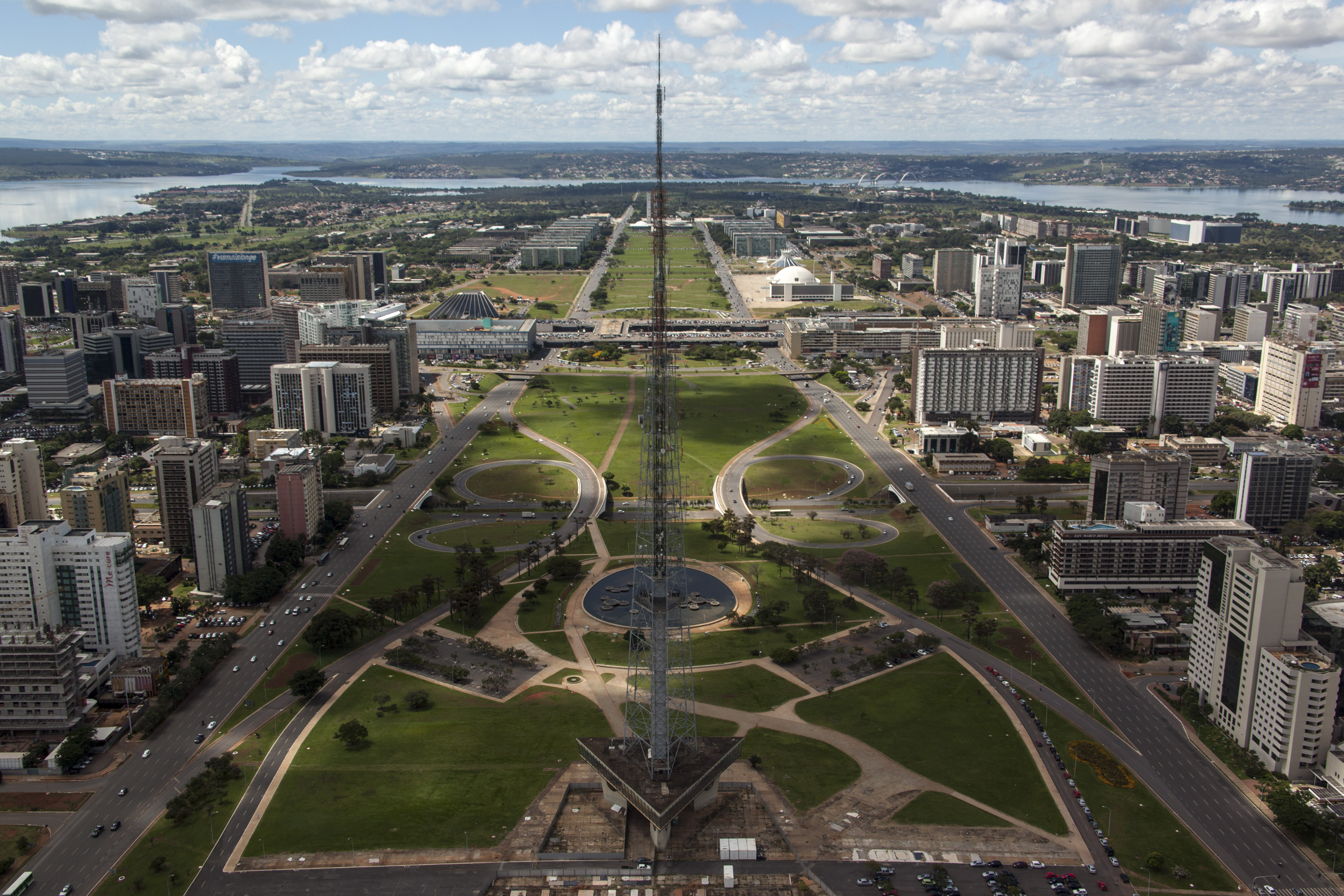
Brasília: Nível 1 na hierarquia da gestão federal.

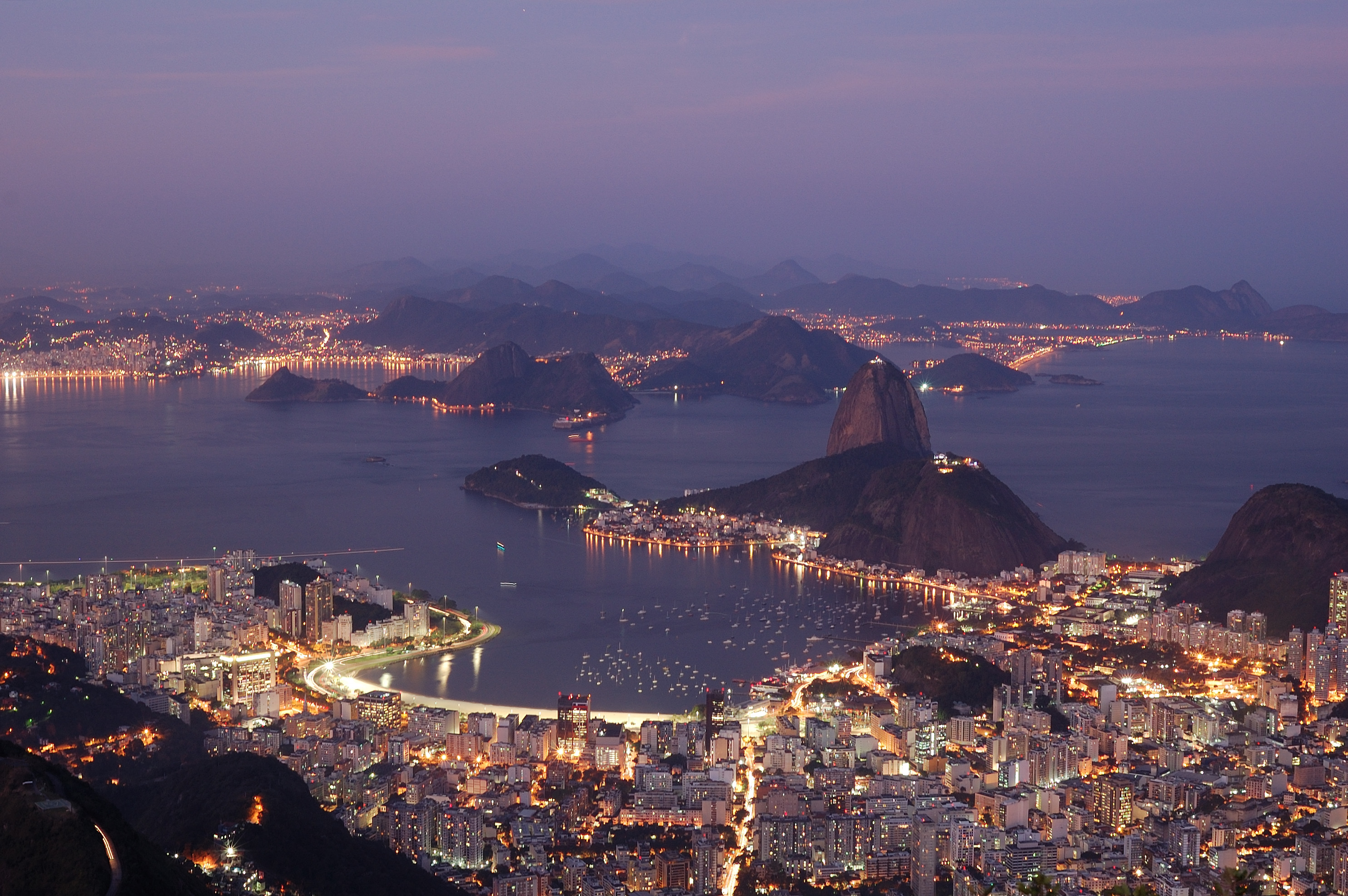
Rio de Janeiro: Nível 2 na hierarquia da gestão federal.

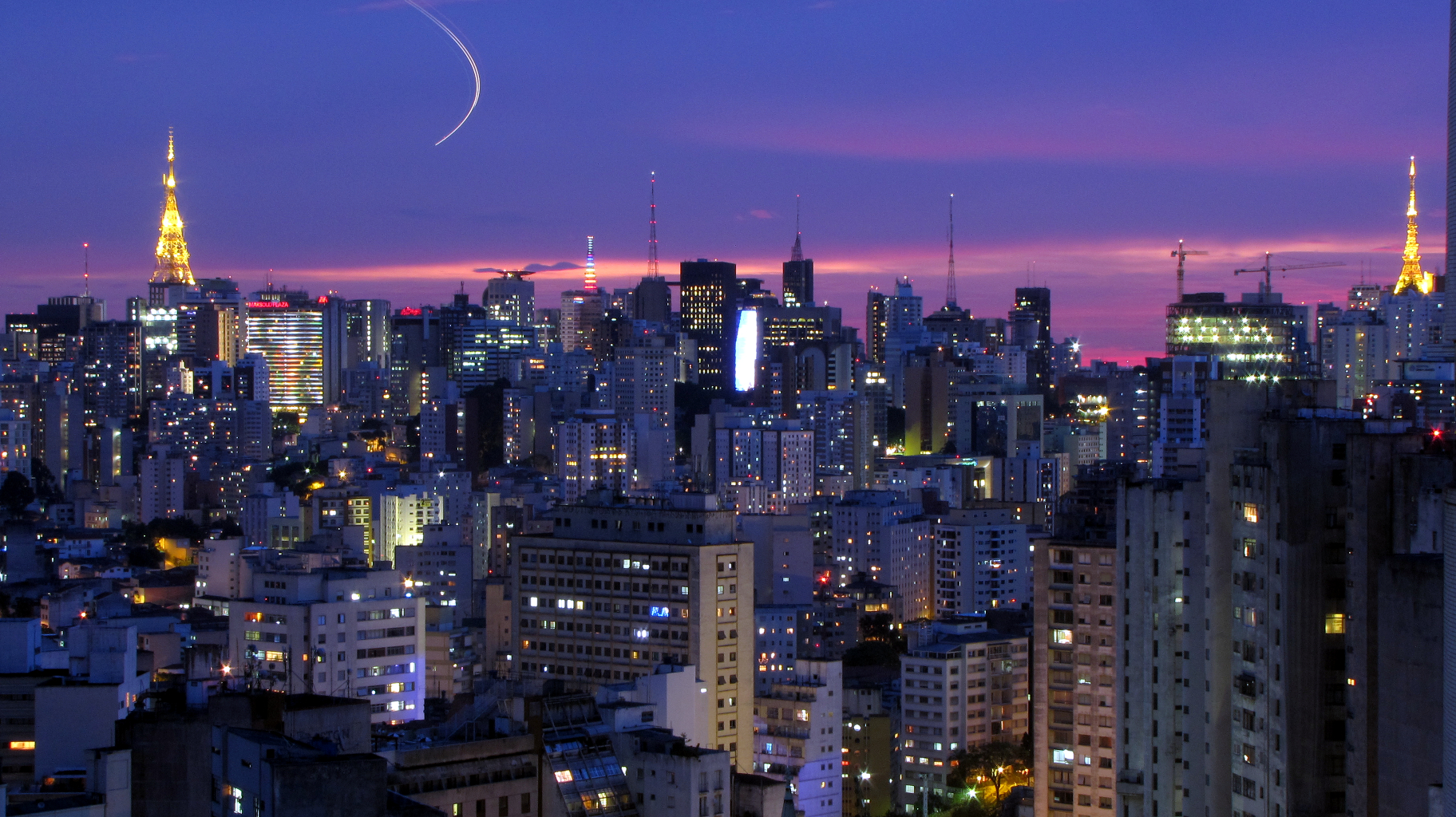
São Paulo: Nível 3 na hierarquia da gestão federal.

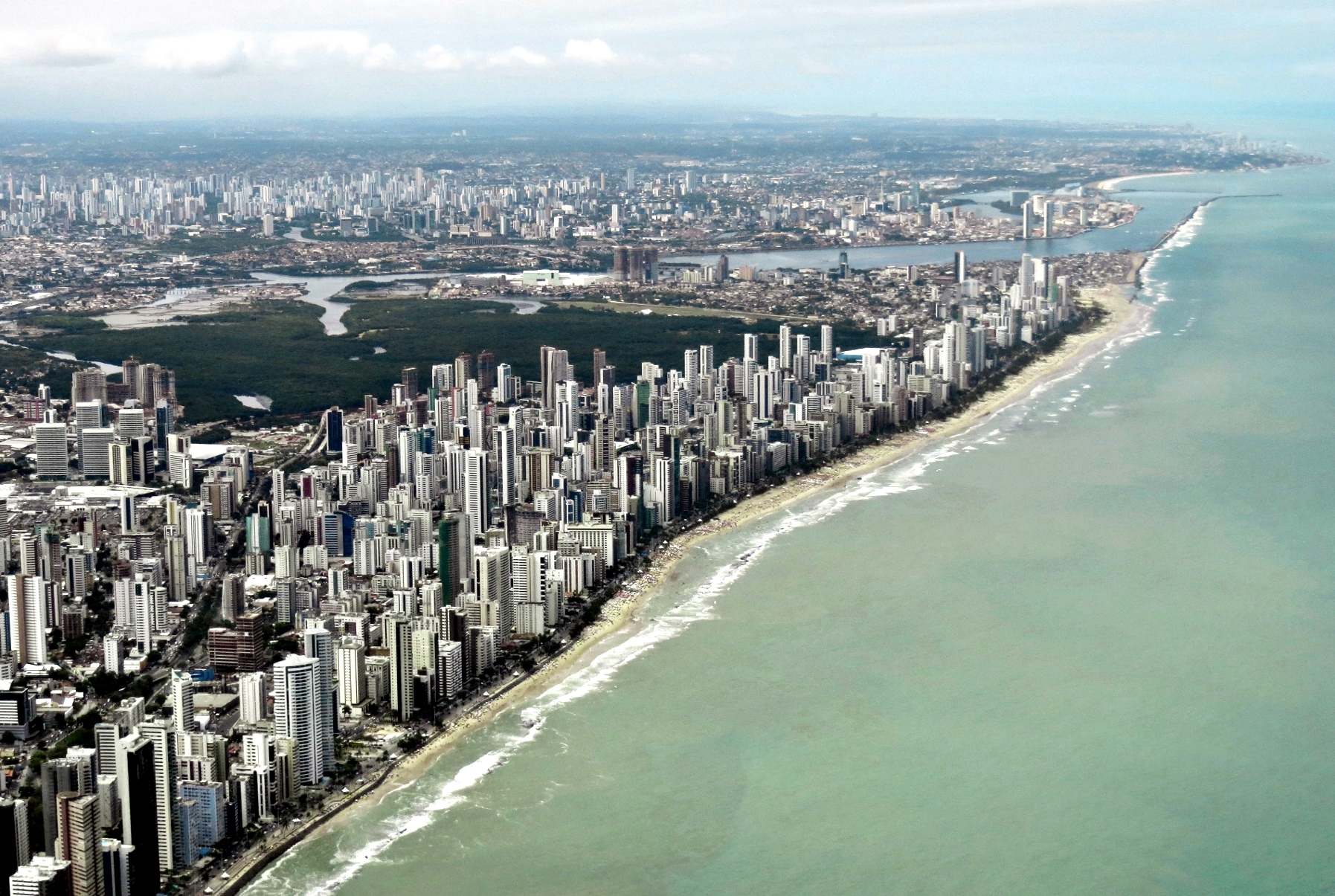
Recife: Nível 3 na hierarquia da gestão federal.

Na publicação "Gestão do Território 2014", do IBGE, as ligações da gestão pública em 2013 são apontadas como de forte caráter hierárquico, com os níveis inferiores localizados nos centros locais, os níveis intermediários nas cidades médias e os níveis mais altos nas capitais estaduais, com o topo da hierarquia correspondendo à capital nacional.

### Capitais brasileiras segundo os níveis de centralidade da gestão pública
| Nível | Metrópole      | Unidade federativa  |
| ----- | -------------- | ------------------- |
| 1     | Brasília       | Distrito Federal    |
| 2     | Rio de Janeiro | Rio de Janeiro      |
| 3     | São Paulo      | São Paulo           |
| 3     | Recife         | Pernambuco          |
| 4     | Belo Horizonte | Minas Gerais        |
| 4     | Porto Alegre   | Rio Grande do Sul   |
| 5     | Curitiba       | Paraná              |
| 5     | Salvador       | Bahia               |
| 5     | Fortaleza      | Ceará               |
| 5     | Belém          | Pará                |
| 5     | Florianópolis  | Santa Catarina      |
| 6     | Manaus         | Amazonas            |
| 6     | Goiânia        | Goiás               |
| 6     | Cuiabá         | Mato Grosso         |
| 6     | Campo Grande   | Mato Grosso do Sul  |
| 6     | Natal          | Rio Grande do Norte |
| 6     | João Pessoa    | Paraíba             |
| 6     | São Luís       | Maranhão            |
| 6     | Teresina       | Piauí               |
| 6     | Aracaju        | Sergipe             |
| 6     | Vitória        | Espírito Santo      |
| 6     | Porto Velho    | Rondônia            |

## REGIC 2007
As metrópoles brasileiras, de acordo com a hierarquia da gestão federal na publicação "Regiões de influência das cidades", do IBGE, estão classificadas em:      nível 1a,
     nível 1b,      nível 2 e      nível 3.
| Nível | Metrópole      | Unidade federativa |
| ----- | -------------- | ------------------ |
| 1a    | Brasília       | Distrito Federal   |
| 1b    | Rio de Janeiro | Rio de Janeiro     |
| 2     | São Paulo      | São Paulo          |
| 2     | Recife         | Pernambuco         |
| 2     | Porto Alegre   | Rio Grande do Sul  |
| 3     | Belém          | Pará               |
| 3     | Fortaleza      | Ceará              |
| 3     | Salvador       | Bahia              |
| 3     | Belo Horizonte | Minas Gerais       |
| 3     | Curitiba       | Paraná             |